# サクディナー
サクディナー（ศักดินา）はタイで過去に実践されていた封建制に似た制度。ナカリンタラーティラートによって制定され、トライローカナートによって確立された。長く国内の基本的な土地システムおよび官吏の収入源として機能したが、ラーマ5世時代以降にはチャクリー改革によって給料制が導入されたためその重要性は低下し、1932年のタイ民主革命の時に廃止された。
語源はサンスクリット語の「シャクティ」に由来する「サクディ」と、純タイ語の語彙「ナー」からなり、田園権を意味する。
この制度の性格は、まず貴賤を差別化し身分を定めた上で、「領内のすべての土地は王の所有物である」とし、その上でその人の身分に合わせて王が“貸す”土地（主に田園）の広さを定めたものである。この他にも、この貸し出された土地にあわせて、刑罰や罰金の重さなども定められた。
広さはたとえば、大臣なら10000ライ（ライは広さの単位）となっていた。プライ（自由民）やタート（奴隷）にも与えられ、平民なら25ライ、奴隷なら5ライとなっていた。ただし、この広さは実質的には開墾できる土地の制限であって、実際に「貸し出された」土地をフルに活用していたわけではない。

## 関連記事
- ラーマ7世